# Too Many Puppies
«Too Many Puppies» — второй сингл альтернативной рок-группы Primus с их дебютного альбома Frizzle Fry. Это первая песня, когда-либо написанная фронтменом группы Лесом Клэйпулом.

## Текст песни
Песня посвящена теме войны, в ней говорится о солдатах, которые уходят на поле брани слишком молодыми. Здесь пародируется концепция «псов войны» (англ. the dogs of war) — «псы» предстают всего лишь щенятами, puppies. Песня написана вскоре после войны в Персидском заливе, в ней затрагивается вопрос насилия на Среднем Востоке.

## Музыка
По сравнению с другими работами Primus «Too Many Puppies» — довольно простая, основанная на гитарном риффе хард-роковая композиция. К песне было планировано снять клип, но после расторжения группой контракта с Interscope Records работа над ним была остановлена. Видео стало раритетом до 2003 года, когда оно вошло на сборник Animals Should Not Try to Act Like People.